# NGC 2749
NGC 2749 ist eine elliptische Galaxie mit aktivem Galaxienkern vom Hubble-Typ E3 im Sternbild Krebs auf der Ekliptik. Sie ist schätzungsweise 183 Millionen Lichtjahre von der Milchstraße entfernt und hat einen Durchmesser von etwa 90.000 Lichtjahren.
Im selben Himmelsareal befinden sich u. a. die Galaxien NGC 2745, NGC 2747, NGC 2751, NGC 2752.
Das Objekt wurde am 5. März 1862 von Heinrich Louis d’Arrest entdeckt.

## NGC 2749-Gruppe (LGG 166)
| Galaxie   | Alternativname | Entfernung / Mio. Lj |
| --------- | -------------- | -------------------- |
| NGC 2749  | PGC 25508      | 183                  |
| NGC 2730  | PGC 25384      | 167                  |
| NGC 2738  | PGC 25454      | 167                  |
| NGC 2744  | PGC 25480      | 149                  |
| NGC 2764  | PGC 25690      | 117                  |
| PGC 25535 | UGC 4773       | 149                  |
| PGC 25561 | UGC 4780       | 143                  |
| PGC 25780 | UGC 4809       | 131                  |